# Bivacco Cesare Tomè
Il bivacco Cesare Tomè è un bivacco situato nel comune di Alleghe (Provincia di Belluno), più precisamente presso il ghiacciaio del Giazzèr sul Monte Civetta, nelle Dolomiti, a 2860 m s.l.m.. Gravitante nello spartiacque del Comune di Taibon Agordino si discosta però di alcune decine di metri dal confine comunale tracciato anticamente in linea retta tra la Sella di Pelsa e la cima della Piccola Civetta

## Storia
Il bivacco è stato posizionato nel 1970 alla testa della Val dei Cantoni, vicino al ghiacciaio del Giazzèr che si sta ritirando velocemente, dalla sezione agordina del CAI. La struttura è intitolata all'alpinista Cesare Tomè: primo salitore delle cime Monte Agner, Moiazza, Piz di Sagron e anche scalatore assieme a Santo De Toni e Donato Dal Buos della parete nord-ovest del Monte Civetta nel 1906.

## Caratteristiche
Il bivacco è costituito da una struttura metallica della tipologia Apollonio. L'accesso è consentito durante tutto l'anno e al suo interno ci sono 6 posti letto. Di fatto l'estremo isolamento e le difficili vie di avvicinamento ne limitano la fruizione -salvo rarissimi casi- alla sola stagione estiva.
Oltre ad essere di per sè una meta, funge da punto di appoggio per gli alpinisti che svalicano dalle difficili vie di arrampicata della parete Nord-Ovest del Civetta, in particolare per il tratto delle cime Su Alto, De Gasperi e Terranova. Viene inoltre usato per pernottare durante la lunghissima ascensione alla cima della Piccola Civetta

## Accessi
- Partendo dal Rifugio Mario Vazzoler percorrendo la Val dei Cantoni, sentiero alpinistico di II grado in circa cinque ore e mezza
- Partendo dal Rifugio Torrani passando per la Piccola Civetta con difficoltà di II grado in circa tre ore

## Ascensioni
- Monte Civetta, 3220 m.
- Piccola Civetta, 2844 m.
- Cima De Gasperi, 2708 m.